# Kosta Nađ
Kosta Nađ (madžarsko Nagy Kosta), srbski general vojvodinsko-madžarskega porekla, * 13. maj 1911, † 19. november 1986.

## Življenjepis
Nađ, podčastnik VKJ, je bil zaradi revolucionarnega delovanja večkrat zaprt. Leta 1936 je odšel v Španijo; dosegel je čin stotnika. Leta 1937 je postal član KPJ.
Med drugo svetovno vojno je bil med drugim poveljnik 1. bosanskega korpusa, 3. korpusa, 3. armade,...
Po vojni je bil poveljnik armade, vojaške oblasti, načelnik Personalne uprave JLA,...